# HD 96660
HD 96660 är en ensam stjärna belägen i den mellersta delen av stjärnbilden Kentauren. Den har en skenbar magnitud av ca 6,44 och kräver åtminstone en handkikare för att kunna observeras. Baserat på parallaxmätning inom Hipparcosuppdraget enligt Gaia Data Release 2 på ca 5,3 mas, beräknas den befinna sig på ett avstånd på ca 564 ljusår (ca 173 parsek) från solen. Den rör sig bort från solen med en heliocentrisk radialhastighet på ca 3 km/s.

## Egenskaper
HD 96660 är en orange till röd jättestjärna av spektralklass K3 III. Den har en radie som är ca 17 solradier och har ca 184 gånger solens utstrålning av energi från dess fotosfär vid en effektiv temperatur av ca 4 000 K.